# 11575 Claudio
11575 Claudio este o planetă minoră (asteroid) din centura de asteroizi. A fost descoperită pe 31 ianuarie 1994 la Circolo Culturale Astronomico di Farra d'Isonzo⁠(d) de Circolo Culturale Astronomico di Farra d'Isonzo⁠(d). 
Obiectul prezintă o orbită caracterizată de o semiaxă mare de 2,3065604 UAi, o excentricitate de 0,15, o înclinație de 5,70065 ° în raport cu ecliptica.